# Пюо, Эдгар
Эдгар Жозеф Александр Пюо (фр. Edgar Joseph Alexandre Puaud; 29 октября 1889, Орлеан — 5 марта 1945, Бельгард) — французский коллаборационист, с августа 1944 по 28 февраля 1945 командир 33-й французской дивизии СС «Шарлемань», участник боёв против советских войск на Восточном фронте Второй мировой войны.

## Биография

### Первая мировая война

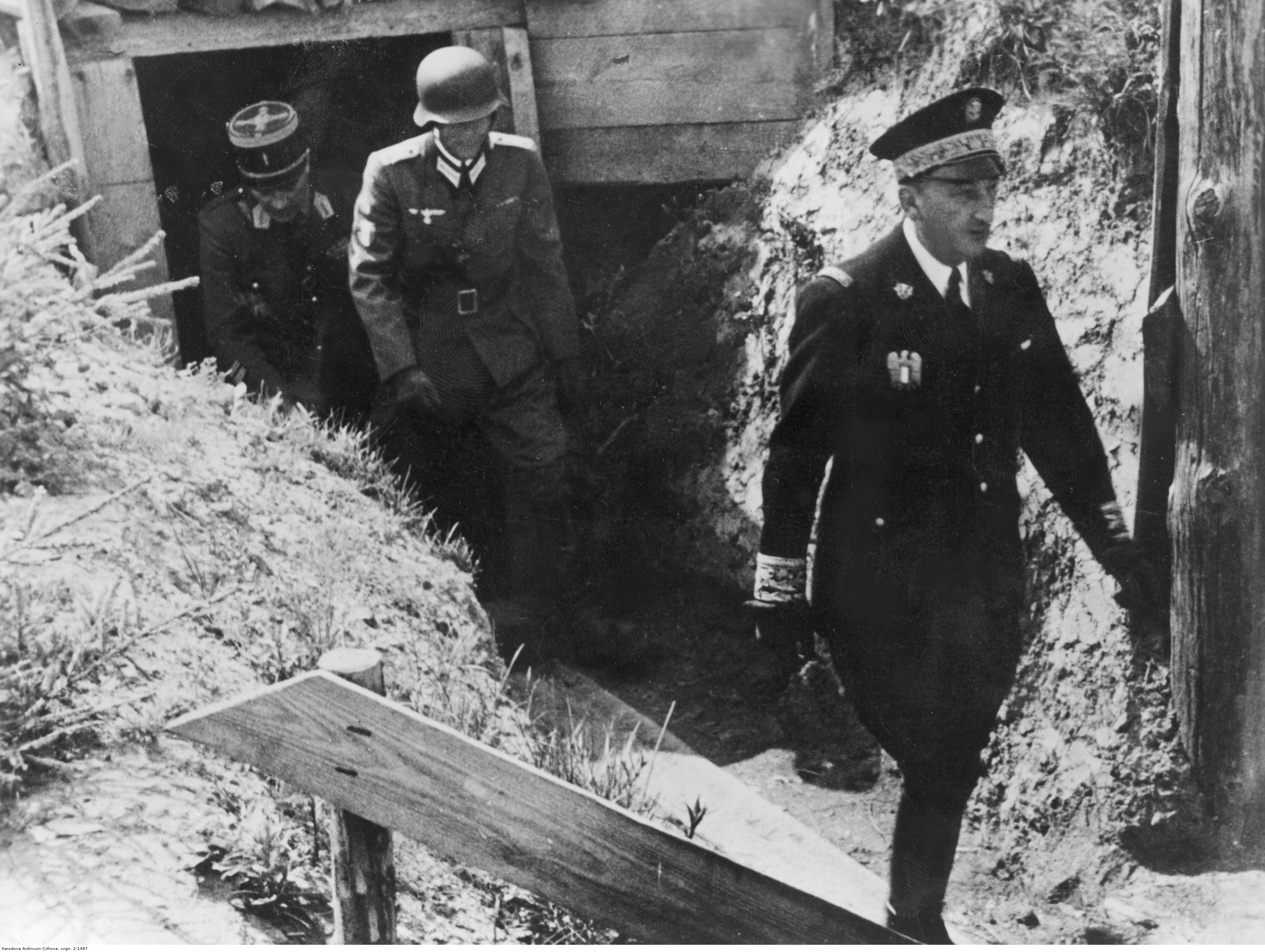
Фернан де Бринон и Эдгар Пюо осматривают позиции на Восточном фронте в сопровождении офицера Вермахта, 1943 год.

Родился 29 октября 1889 в Орлеане. В 1909 году заступил на военную службу, в 1914 году дослужился до звания сержанта и был отобран в военную академию Сен-Мексан. После начала Первой мировой войны срочно мобилизован, в годы войны дослужился от звания младшего лейтенанта до капитана. За службу награждён Военным крестом и Орденом Почётного легиона (командор). После 1918 года продолжил службу в Рейнской демилитаризованной зоне. Позднее переведён во Французский Иностранный легион, с которым служил в Марокко, Сирии и Индокитае.
В 1920 году временно уволился из армии и переехал в Ньор, позднее поступил в военную академию в Сен-Сире, которую успешно окончил.

### Начало Второй мировой
К 1939 году Пюо был майором французской армии и служил в Сетфоне (юго-запад Франции). Его подразделение так и не подоспело к моменту боёв на французской границе против сил вермахта, поэтому Пюо был переведён в специальные вооружённые силы Вишистской Франции. До июня 1941 года он сомневался, стоит ли подчиняться немецкому командованию, однако вскоре Германия вступила в войну против СССР; Пюо мгновенно убедился в важности выполняемого немцами дела борьбы против большевиков и в октябре 1941 года записался в Легион добровольцев против большевизма как командир батальона. Официально Легион классифицировался вермахтом как 638-й пехотный полк: Пюо командовал сначала 1-м, а затем 3-м батальоном.

### В Легионе французских добровольцев
В декабре 1941 года полк был почти полностью разбит под Москвой: немцы, не доверяя французам, оставили их для борьбы с партизанами. В июле 1942 года Эдгар Пюо был произведён в подполковники и вступил в «Трёхцветный легион», став советником при Пьере Лавале, желавшем отправить вишистские войска на Восточный фронт. После безуспешных попыток мобилизации добровольцев Пюо вернулся в Легион добровольцев против большевизма. В Белоруссии он командовал антипартизанскими операциями, руководя тремя батальонами, и дослужился до полковника. Также он был назначен командиром Африканской фаланги (французских частей, сопротивлявшихся американским и британским войскам в Северной Африке).

### Командир 33-й дивизии СС
После суровой зимы 1943—1944 годов Пюо вернулся во Францию для вербовки добровольцев, где ему присвоили звание бригадного генерала и назначили командиром Легиона. На Восточном фронте весной 1944 года его войска понесли серьёзные потери, после чего Пюо был отозван в Германию: в августе ему поручили командование 7-й гренадерской бригадой войск СС «Шарлемань», позднее ставшей 33-й французской гренадерской дивизией СС «Шарлемань», куда перевели всех уцелевших французских добровольцев. Ему присвоили звание оберфюрера СС. Однако фактически командиром был бригадефюрер СС Густав Крукенберг, знавший очень хорошо французский язык. В феврале 1945 года дивизия была брошена на оборону Германии от надвигавшихся советских войск: она участвовала в боях в Померании за Кёслин, Кольберг и всё балтийское побережье, однако не могла оказать серьёзного сопротивления. Не добившись ничего, Крукенберг 28 февраля 1945 сам возглавляет командование дивизии.

### Гибель
4 марта Пюо возглавляет отряд из 3 тысяч человек для обороны Бельгарда. В ночь с 4 на 5 марта 1945 наступление советских войск приводит к полному разгрому дивизии: Пюо, командовавший войсками верхом на лошади, был тяжело ранен. Его собирались было отвести в Грайфенберг для оказания медицинской помощи, но бросили на полпути и оставили там умирать. По другим данным, его схватили в плен советские солдаты и казнили, узнав, что он был коллаборационистом.
После войны ходили ничем и никем не подтверждённые слухи, что Пюо якобы был спасён советскими солдатами и перешёл на их сторону.